# Kristian Håskjold
Kristian Håskjold (født 3. april 1989 i Kolding) er en dansk filminstruktør og filmklipper som har lavet en række kortfilm En værdig mand (2018), Forever Now (2017) samt Reception (film fra 2013) (2013). Samlet set er hans film blevet vist på flere end 100 festivaler og har vundet flere priser, deriblandt "Best Jury Award" på SXSW og Leuven International Short Film Festival. Både "Forever Now" og "En værdig mand" kvalificerede til Oscaruddelingen i henholdsvis 2018 og 2019. En værdig mand blev også longlisted til European Film Awards 2019.
Kristian har klippet animationsfilmen Ternet Ninja (2018) og Ternet Ninja 2 (2021), som begge er instrueret af Thorbjørn Christoffersen og Anders "Anden" Matthesen.
Kristian Håskjold er uddannet filminstruktør fra filmuddannelsen Super16 årgang #10, der foregik fra 2017-2020.
Kristian er medforfatter og instruktør på TV-serien Kemohjerne (2019). Serien blev produceret af Splay One til TV 2 i sammenhæng med Knæk Cancer. Serien har siden da opnået stor succes både seermæssigt og anmeldermæssigt. Serien formåede også at blive den første danske TV-serie nogensinde at blive udtaget til Sundance Film Festival. Den blev nomineret til "Årets Danske TV-serie" til Zulu Awards 2020 og "Årets Korte TV-serie" til Robertprisen 2020.

## Filmografi

### Instruktør
- Reception (film fra 2013) (2013) (Kortfilm)
- Velkommen til Paradis (2014) (Kortfilm)
- Forever Now (2017) (Kortfilm)
- En værdig mand (2018) (Kortfilm)
- Krokodilletårer (2019) (Kortfilm)
- Kemohjerne (2019) (TV-serie)
- Young (2021) (Kortfilm)
- Hooligan (2022) (TV-serie)

### Forfatter
- Reception (film fra 2013) (2013) (Kortfilm)
- Velkommen til Paradis (2014) (Kortfilm)
- Forever Now (2017) (Kortfilm)
- En værdig mand (2018) (Kortfilm) (Idé af)
- Krokodilletårer (2019) (Kortfilm) (Idé af)
- Kemohjerne (2019) (TV-serie)
- Young (2021) (Kortfilm) (Idé af)

### Klipper
- Velkommen til Paradis (2014) (Kortfilm)
- Mors Lille Hjælper (2014) (TV-serie)
- Pinde og Pistoler (2016) (Kortfilm)
- Forever Now (2017) (Kortfilm)
- Lego Star Wars: The Freemaker Adventures (2016-2017) (TV-serie)
- Nerd Cave (2017) (Kortfilm)
- Ninjago: Masters of Spinjitzu (2017-2018) (TV-serie)
- Ternet Ninja (2018) (Spillefilm)
- Hugo & Holger (2019) (Kortfilm)
- Ternet Ninja 2 (2021) (Spillefilm)

## Priser
- 2017 - SXSW Film Festival. Jury-prisen for Bedste Narrative Kortfilm for Forever Now.
- 2018 - Odense International Film Festival. Vimeo Staff Pick Award for En værdig mand.
- 2018 - Leuven Short Film Festival. Jury-prisen for Bedste Europæiske Kortfilm for En værdig mand (Kvalificering til Oscaruddelingen 2020 og Longlisting til European Film Awards 2019)
- 2021 - Student Academy Awards. Kristians afgangsfilm "Young" fra filmuddannelsen Super16 blev semi-finalist[11] til Student Academy Awards.